# Najeeb Al-Bader
Najeeb Al-Bader (auch Najeeb Al Badar; arabisch نجيب البدر, DMG Naǧīb al-Badr; geboren 12. April 1968) ist ein kuwaitischer Diplomat. Er war von 2018 bis 2024 Botschafter Kuwaits in Deutschland mit Sitz in Berlin.

## Entwicklung
Al Badar studierte zwischen 1985 und 1990 an der Universität Kuwait Politikwissenschaften und erwarb hier den Bachelor’s Degree.
Im Jahr 1991 begann Al Badar eine diplomatische Laufbahn in seinem Heimatland mit dem Eintritt in das Außenministerium als Attaché. Zunächst begleitete er bis zum Jahr 2000 den Emir von Kuwait zu zahlreichen regionalen und arabischen Veranstaltungen. Parallel dazu bildete er sich in den USA an der Fletcher School of Law and Diplomacy in Boston weiter und diplomierte hier 1995.
Zwischen 2000 und 2009 arbeitete Al Badar bei der Ständigen Vertretung des Staates Kuwait bei den Vereinten Nationen in Genf, wo er für humanitäre Angelegenheiten und Politik in den Bereichen Arbeit, Gesundheit, Flüchtlinge, Migration und Menschenrechte zuständig war. Hierbei repräsentierte er den Staat Kuwait bei vielen offiziellen Zusammenkünften im Golfkooperationsrat (GCC) sowie auf arabischer, islamischer und internationaler Ebene.
Das Emirat berief Al Badar Ende 2009 auf den Posten des Generalkonsuls in der Republik Vietnam in deren Hauptstadt Ho-Chi-Minh-Stadt, wo er bis 2011 wirkte. Es folgte der Einsatz als Botschafter in der Kuwaitischen Diplomatischen Mission in Albanien in deren Hauptstadt Tirana bis 2015. Zugleich nahm er die Aufgaben eines nicht ständig residierenden Botschafters in der Republik Kosovo (bis 2013) und eines Botschafters des Commonwealth of Australia bis 2018 wahr. Wieder gab es zwei sich überschneidende Einsätze, denn Al Badar diente 2015 bis 2017 auch als Botschafter des Staates Papua-Neuguinea mit Residenz in Australien.
Im Anschluss folgte die Amtsübernahme als Außerordentlicher und Bevollmächtigter Botschafter Kuwaits in Deutschland mit Amtssitz in Berlin. Die Akkreditierung beim deutschen Bundespräsidenten Frank-Walter Steinmeier erfolgte am 20. September 2018. Najeeb Al Badar war, wie jeder arabische Botschafter in Berlin, Mitglied des Beirats der Deutsch-Arabischen Gesellschaft. 2024 wurde er im Amt des Botschafters von Reem Mohammed Khaled Al Khaled abgelöst.
Er beherrscht die Sprachen Arabisch und Englisch.